# Gilles Bovon
 (janvier 2021).
 (janvier 2021).
La mise en forme du texte ne suit pas les recommandations de Wikipédia : il faut le « wikifier ».
Les points d'amélioration suivants sont les cas les plus fréquents. Le détail des points à revoir est peut-être précisé sur la page de discussion.
- Les titres sont pré-formatés par le logiciel. Ils ne sont ni en capitales, ni en gras.
- Le texte ne doit pas être écrit en capitales (les noms de famille non plus), ni en gras, ni en italique, ni en « petit »…
- Le gras n'est utilisé que pour surligner le titre de l'article dans l'introduction, une seule fois.
- L'italique est rarement utilisé : mots en langue étrangère, titres d'œuvres, noms de bateaux, etc.
- Les citations ne sont pas en italique mais en corps de texte normal. Elles sont entourées par des guillemets français : « et ».
- Les listes à puces sont à éviter, des paragraphes rédigés étant largement préférés. Les tableaux sont à réserver à la présentation de données structurées (résultats, etc.).
- Les appels de note de bas de page (petits chiffres en exposant, introduits par l'outil «  Source ») sont à placer entre la fin de phrase et le point final[comme ça].
- Les liens internes (vers d'autres articles de Wikipédia) sont à choisir avec parcimonie. Créez des liens vers des articles approfondissant le sujet. Les termes génériques sans rapport avec le sujet sont à éviter, ainsi que les répétitions de liens vers un même terme.
- Les liens externes sont à placer uniquement dans une section « Liens externes », à la fin de l'article. Ces liens sont à choisir avec parcimonie suivant les règles définies. Si un lien sert de source à l'article, son insertion dans le texte est à faire par les notes de bas de page.
- La présentation des références doit suivre les conventions bibliographiques. Il est recommandé d'utiliser les modèles {{Ouvrage}}, {{Chapitre}}, {{Article}}, {{Lien web}} et/ou {{Bibliographie}}. Le mode d'édition visuel peut mettre en forme automatiquement les références.
- Insérer une infobox (cadre d'informations à droite) n'est pas obligatoire pour parachever la mise en page.

Pour une aide détaillée, merci de consulter Aide:Wikification.
Si vous pensez que ces points ont été résolus, vous pouvez retirer ce bandeau et améliorer la mise en forme d'un autre article.
Gilles Bovon, est un réalisateur, scénariste et chef-monteur français, né en 1969 au Havre. Il est originaire de La Tour-de-Peilz, en Suisse romande. Il travaille à Paris, ainsi qu'en Floride aux États-Unis.

## Filmographie
2020 il réalise pour ARTE avec Edouard Perrin « Fast Fashion, les dessous de la mode à bas prix », un documentaire de 90' sur les ravages de la mode jetable,.
2018 il réalise avec Luc Hermann « Starbucks Sans Filtre», un documentaire de 94' pour ARTE France, RTS et la RTBF. Ce film raconte la face cachée du géant américain du café, Starbucks, en décrivant sa stratégie agressive de conquête et ses pseudo-valeurs sociales. « Un café bien amer » (TT, Télérama), « Une enquête corsée » (Le Parisien), « L'envers du café mondialisé » Nouvel Obs.
2014 il réalise avec Luc Hermann « Jeu d’Influences », une série documentaire pour France 5, deux films de 52 min qui décryptent les techniques des Spins Doctors français pour modeler l'opinion, tant en communication politique qu'en communication de crise. « Une enquête fouillée, aux images léchées » (Le Monde), « Un document rare » (Les Inrockuptibles), « A voir pour ne pas se laisser manipuler » (TT, Télérama). Cette série a été récompensée du prix Étoiles de la SCAM 2015 .
2011 pour la chaîne Planète+, il signe avec Paul Moreira « Qu’avez-vous fait du 11 Septembre ? », une analyse historique et géopolitique des conséquences de l'attaque sur les Twin Towers.
2010 il réalise « À la recherche du point G, la promesse du plaisir », un documentaire historique et scientifique sur la mystérieuse zone érogène, pour France 2 et CBC (Canada). « Un documentaire fort utile pour l'épanouissement de tous »", (TT, Télérama), « Sérieux sans ennuyer, drôle sans distraire » (Le Monde).
Depuis plus de 20 ans, il signe le montage de nombreux documentaires ambitieux et haut de gamme, primés dans plusieurs festivals.
Ses domaines de prédilection : histoire et géopolitique (« La Maison des Saoud », « Cuba, une odyssée africaine », « Behind The Rainbow »), journalisme d’investigation (« WikiLeaks, enquête sur un contre-pouvoir », « Afghanistan, sur la piste des dollars»), , histoire des religions ( « La vie de Bouddha », « À la Droite de Dieu »), mais aussi scènes impressionnistes de la vie quotidienne (« Femmes de l’Ombre », « Le temps de l’Enfance », sans oublier la musique (« Africa Live – Roll Back Malaria »).
Il monte plusieurs projets pour la BBC et PBS-ITVS, notamment avec Jihan El-Tahri, Ben Lewis et Nick Fraser.
« La Maison des Saoud » de Jihan El-Tahri a été nommé aux Emmy Awards en 2005, dans la catégorie « Meilleurs Documentaires ». « Cuba, une odyssée africaine » et « Behind The Rainbow » sont sortis au cinéma en Afrique du Sud.

### Réalisations
• 2024 « Benighted Creatures (Créatures Ignorantes) », court-métrage de fiction, 14'
• 2023 « Broken Dolls (Poupées Brisées)», documentaire, 91'
• 2022 « Walking Around », court-métrage de fiction, 19'
• 2020 « Fast Fashion, les dessous de la mode à bas prix », avec Edouard Perrin, 90', Arte
• 2018 « Starbucks sans Filtre», avec Luc Hermann, 93', Arte, RTBF, RTS
• 2018 « Déchets : les Fast-Foods hors la loi », avec Maïa Boyé, 32', France 2
• 2017 « Football Leaks », avec Luc Hermann, 26', France 2
• 2014 « Jeu d'influences», avec Luc Hermann, 2 x 52' min, France5, LCP. Étoile de la SCAM 2015
• 2011 « Qu'avez-vous fait du 11 septembre ? », (55') sur Planète+ le 31 août 2011, réalisé avec Paul Moreira en 2011.
• 2010 « À la Recherche du Point G – La Promesse du Plaisir», avec Ségolène Hanotaux, 60', France 2 / CBC / TSR / RTBF

### Montages (sélection)
• 2016 « Najat Vallaud-Belkacem, l’école du pouvoir», Réal. Hind Meddeb, 55’, France 3
• 2015 « Salariés à prix cassé, le grand scandale » Réal. Sophie Le Gall, 120', France 2
• 2014 « Les Pharaons de l’Égypte Moderne » Réal. Jihan El-Tahri, 90' + 3 x 52', Arte, BBC World
• 2013 « Immigration et Délinquance, l'Enquête qui dérange » Réal. Gilles Cayatte, 2 x 75', F2 « Electro Chaâbi » Réal. Hind Meddeb, 80' Prix Charles Cros 2014
• 2012 « Lux Leaks : les Paradis Fiscaux » Réal. Edouard Perrin, 65’, F2. Prix Louise Weiss 2012
• 2011 « Washington-Paris : la Diplomatie des banlieues » Réal. Martin Meissonnier, 55’, C+
• 2010 « Wikileaks, Enquête sur un contre-pouvoir» Réal. Paul Moreira et Luc Hermann, 55’, ARTE
• 2009 « Afghanistan : sur la piste des dollars» Réal. Paul Moreira, 52’, C+. Prix de l’Investigation, FIGRA 2010 « Le Ventre des Femmes » Réal. Mathilde Damoizel, 90’, ARTE.
• 2008 « Behind The Rainbow» Réal. Jihan El Tahri, 120 min & 2x59’ SABC / ARTE / ITVS. 	Prix du Meilleur Documentaire FESPACO 
• 2009 « Meurtres en série au pays de Poutine » Manon Loizeau & Philippe Lagnier, 70’, ARTE. Prix du Montage, FIGRA 2009
• 2007 « Vraie Jeanne, Fausse Jeanne » Réal. Martin Meissonnier, 95 min, ARTE.
• 2006 « Cuba, une odyssée africaine » Réal. Jihan El-Tahri, 180 min, BBC / ARTE / ITVS.
• 2005 « Africa Live / Roll Back Malaria : les Concerts » Réal. Martin Meissonnier, 5x52 min, ARTE
• 2004 « La maison des Saoud» Jihan. El-Tahri, 90 min, 2x52’, BBC / ARTE / WGBH-PBS 	Nommé aux Emmy Awards 2005
• 2003 « La Vie de Bouddha » Réal. Martin Meissonnier, 100', ARTE
• 2002 « E.U.E.U.O./ Joyeuse PAC !» Réal. Nick Fraser et Ben Lewis, 70', BBC / ARTE
• 2002 « Le Temps de l’enfance» Réal. Stéphan Moszkowicz, 90', France 2
• 2000 « La Guerre radioactive secrète » (64',Canal+) Grand Prize of the Sinergie scientific film festival 2001
• 1998 « Femmes de l’Ombre» Réal. Nick Fraser et Ben Lewis, 80', ARTE

## Récompenses
Pour Jeu d'influences, il obtient avec Luc Hermann le prix Étoile de la SCAM 2015
En 2009, il obtient le prix du meilleur montage au Festival international du grand reportage d'actualité et du documentaire de société (FIGRA).

## Projets personnels
Pour ses projets, Gilles Bovon s'intéresse aux problématiques historiques et sociales, notamment aux questions migratoires. Il prépare un documentaire sur les Shanghailanders, la communauté juive de Shanghai durant la Seconde Guerre mondiale, ainsi qu'un court-métrage inspiré de sa propre histoire sur les bénévoles qui viennent en aide aux migrants à Calais.
En décembre 2020, il figure dans le reportage « L'amour au temps du COVID », pour Envoyé spécial.